# GloZell Green
GloZell Lyneette Green (* 30. Juli 1972 in Orlando, Florida) ist eine US-amerikanische Schauspielerin, Synchronsprecherin und Webvideoproduzentin.

## Leben
Green wurde am 30. Juli 1972 in Orlando als Tochter von Gloria und Ozell Green geboren; ihr Vorname ist ein Kofferwort aus den Vornamen ihrer Eltern. Sie hat eine Schwester, die als Opernsängerin arbeitet. 1997 erlangte sie ihren Bachelor of Arts im Fach Musiktheater an der University of Florida. Vom 9. August 2013 bis 2019 war sie mit Kevin Simon verheiratet. Die beiden haben eine gemeinsame Tochter, die über eine Leihmutter ausgetragen wurde.
Seit 2010 ist Green regelmäßig in Film- und Fernsehproduktionen. 2012 war sie im Musikvideo zum Lied It’s Like That des Sängers Killian Wells mit. 2015 hatte sie eine Gastrolle in einer Episode der Fernsehserie Game Shakers – Jetzt geht’s App inne. 2019 wirkte sie in zwei Episoden der Fernsehserie All That mit. Im selben Jahr war sie in der Rolle der Kensington in Die Weihnachtskönigin – (K)ein Like zum Fest zu sehen.
Als Synchronsprecherin war sie unter anderen in den Animationsfilmen Trolls, Chaos im Netz und Trolls – Gemeinsam stark zu hören.

## Filmografie (Auswahl)

### Schauspiel
- 2010: Pooltime
- 2012: Eric Finley: Comment Counselor (Fernsehserie, Episode 1x04)
- 2012: Internet Challenges (Miniserie, 8 Episoden)
- 2012: Dr. Fubalous (Fernsehserie, 6 Episoden)
- 2013: Beauty and the Beat (Kurzfilm)
- 2013: The Visitor from Planet Omicron
- 2014: Side Effects (Fernsehserie, Episode 2x04)
- 2014: Snow White and the Seven Thugs (Kurzfilm)
- 2015: Die Trauzeugen AG (The Wedding Ringer)
- 2015: Beauty and the Beat Boots (Kurzfilm)
- 2015: Pretty Boys (Kurzfilm)
- 2015: Taylor Swift ft. Kendrick Lamar: Bad Blood Parody (Kurzfilm)
- 2015: Madonna ft. Nicki Minaj: Bitch I'm Madonna Parody (Kurzfilm)
- 2015: Game Shakers – Jetzt geht’s App (Game Shakers, Fernsehserie, Episode 1x01)
- 2016: Escape the Night (Fernsehserie, 10 Episoden)
- 2016: Lele Pons (Miniserie, Episode 1x05)
- 2016: The Late Bloomer
- 2017: Hyperlinked (Fernsehserie, Episode 1x07)
- 2017: Campus Law (Fernsehserie, 5 Episoden)
- 2017: That’s the Gag (Fernsehserie, 2 Episoden)
- 2018: The Misadventures of Psyche & Me (Miniserie, Episode 1x02)
- 2019: The Filth (Fernsehserie, Episode 1x01)
- 2019: Betch (Fernsehserie, Episode 4x03)
- 2019: All That (Fernsehserie, 2 Episoden)
- 2019: Die Weihnachtskönigin – (K)ein Like zum Fest (A Beauty & the Beast Christmas)
- 2020: Worlds Apart (Kurzfilm)
- 2020: Blood & Makeup (Miniserie, Episode 1x03)
- 2020: The Christmas Sitters (Fernsehfilm)
- 2021: The Good Balloon (Kurzfilm)
- 2021: Shameless (Fernsehserie, Episode 11x11)
- 2022: Normal British Series (Miniserie, Episode 1x03)
- 2023: Villains Incorporated
- 2023: Bozo: The Valedictorian

### Synchronisationen
- 2016: Trolls (Animationsfilm)
- 2018: Chaos im Netz (Ralph Breaks the Internet, Animationsfilm)
- 2023: Trolls – Gemeinsam stark (Trolls Band Together, Animationsfilm)